# Кармазиненко, Василий Сергеевич
Василий Сергеевич Кармазиненко (10 августа 1983, Оха, Сахалинская область, РСФСР, СССР) — российский футболист, нападающий.

## Ранние годы
Футболом начал заниматься в возрасте 10 лет. Воспитанник футбольной команды «Юность» города Охи, принимавшей участие в чемпионате Сахалинской области. Василий уже в десятилетнем возрасте резко отличался от своих сверстников. Первый тренер Дмитрий Викторович Некрасов сразу увидел в нём талантливого футболиста. С 1993 года по 1998 год Кармазиненко играл за юношескую команду «Юность» в чемпионате Сахалинской области. С 1997 года стал регулярно подключаться за взрослый состав ЛФК «Юность».

## Начало футбольной карьеры
В следующем 1999 году, в возрасте 15 лет Кармазиненко был приглашен в юношескую команду ЛФК «Нефтяник» (Ноглики). «Нефтяник» принимал участие в чемпионате Сахалинской области, а в 2000 году подал заявку для участия в первенстве ЛФЛ зоны Восток. В 17-летнем возрасте был заявлен за взрослую команду и дебютировал в 2001 году. При этом в чемпионате Сахалинской области Василий выступал сразу за два состава — за взрослую и юношескую команду «Нефтяника». За один год ему удалось выиграть со взрослой командой чемпионат и кубок Сахалинской области, а с юношеской — чемпионат Сахалинской области, и плюс ко всему получить награду лучшего бомбардира юношеского первенства Сахалинской области в 2000 году.
Самым результативным сезоном в третьем дивизионе зоны Восток для Кармазиненко и его команды стал 2002 год, когда команду возглавил экс-игрок московского «Локомотива», один из лучших бомбардиров чемпионата России начала 1990-х Олег Гарин. Тренер в первом же сезоне раскрыл игровой потенциал молодого нападающего, определив его игроком основного состава команды. Кармазиненко стал ключевым игроком команды, помог своему клубу одержать важные победы в заключительных играх первенства, в результате чего «Нефтяник» завоевал золотые медали и добыл себе путёвку для прохождения финального этапа среди победителей зональных Первенств среди клубов КФК 2002.

## Клубная карьера
В 2002 году Кармазиненко был приглашён на просмотр в московский «Локомотива», где произвёл благоприятное впечатление на Юрия Сёмина, который сделал ему предложение начать предсезонную подготовку с дублирующим составом. Но помимо «Локомотива» за молодым игроком устроили охоту клубы из Первого дивизиона, в результате чего Кармазиненко сделал выбор в пользу «СКА-Энергии из Хабаровска, отдав предпочтение стабильной игре в основном составе команде находящейся дивизионом ниже, нежели дублирующему составу клуба Премьер-лиги.

### «СКА-Энергия»

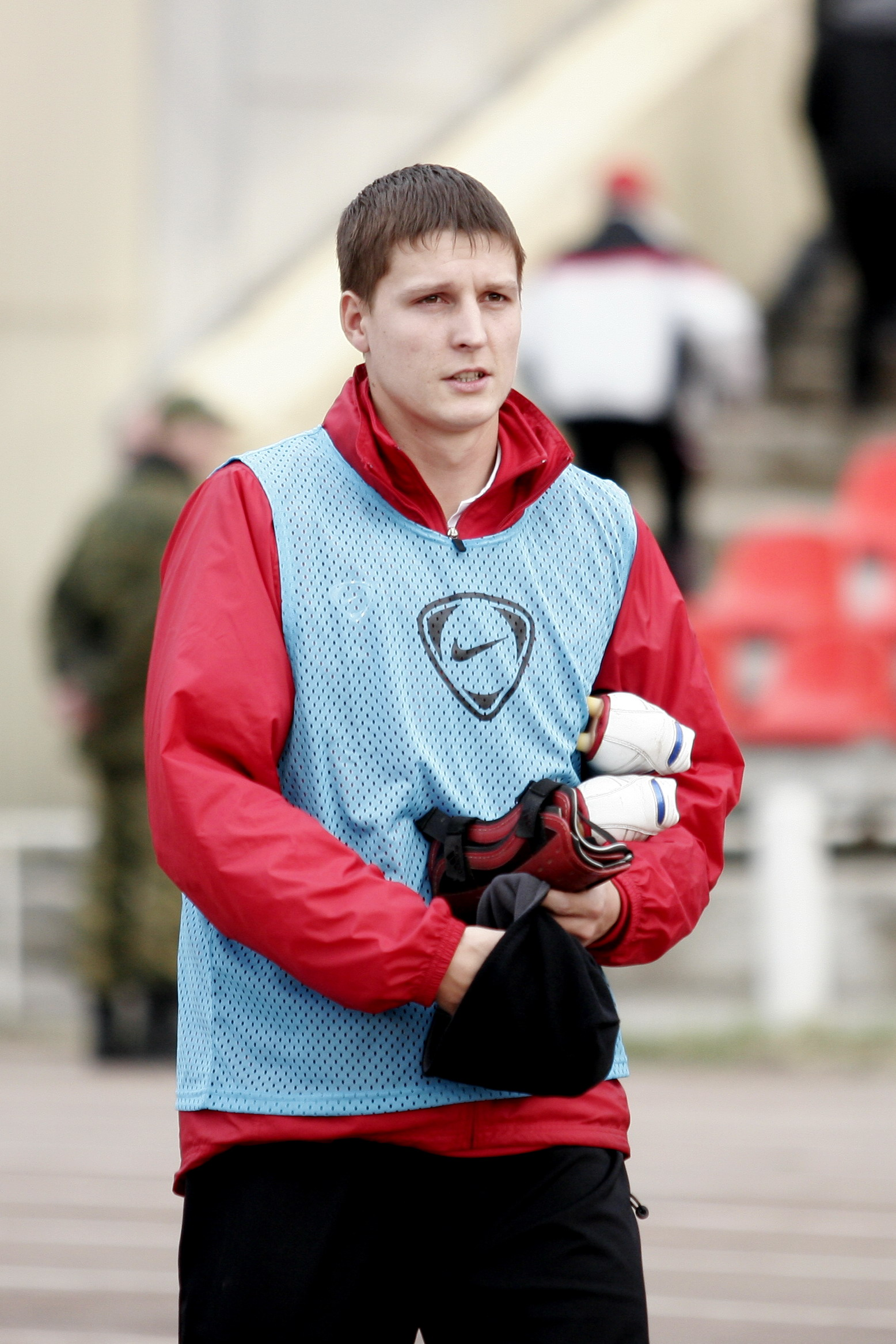
Кармазиненко на разминке перед матчем

Перейдя в ФК «СКА-Энергию», Кармазиненко почти каждый год становился лучшим снайпером команды, проведя 271 матч за дальневосточную команду в первом дивизионе и кубке России. Дебют в первом дивизионе в 2003 году оказался успешным: Кармазиненко провел 40 матчей и забил 12 мячей. За все время, проведённое в клубе, до 2010 года, на счету Кармазиненко окажется 75 забитых мячей в первом дивизионе. В 2006 он забил 18 голов, четыре с пенальти. В Кубке России провел семь матчей и забил четыре гола.
В 2010 году, в возрасте 27 лет Кармазиненко перешёл в ФК «Сибирь» и заключил контракт сроком на 1,5 года.

### «Сибирь»
В первой же игре Кармазиненко забил гол головой в ворота московского «Торпедо»; в том домашнем матче сибирская команда одержала победу со счетом 2:0. Некоторое время спустя оформил хет-трик в ворота «Шинника». Сезон 2011 года в составе «Сибири» у нападающего прошёл не очень успешно и, несмотря на то, что ему удалось забить 7 мячей в 28 играх, он покинул команду практически сразу после увольнения главного наставника Дмитрия Радюкина. Вскоре после этого он заключил контракт с «Волгарём» из Астрахани.

### «Ротор»
В июле 2012 подписал контракт с ФК «Ротор», где сразу стал лидером команды. В первой половине сезона 2012/13 сыграв 12 матчей в основном составе и 6 раз выйдя на замену, Кармазиненко забил 2 гола. В волгоградской команде ему приходилось выполнять функцию созидателя атак, и непривычную роль ассистента. Проведя в ФНЛ за клуб только часть сезона 2012/13, Кармазиненко получил предложение от «СКА-Энергии» и вернулся клуб.

### Возвращение в «СКА-Энергию»
Кармазиненко подписал контракт 1 января 2013 сроком на 2,5 года. В первой половине сезона 2013/14 ФНЛ он чаще всего выходил на замену, но как и прежде проделывая большой объем работы на поле. Из 24 игр команды принял участие в 23. В 2013 году участвовал в стыковых матчах за право выхода в премьер-лигу «Ростова». «СКА-Энергия» уступила в двух играх, оставшись в первом дивизионе.
В кубковых встречах Кармазиненко практически на своих плечах вывел «СКА-Энергию» в 1/8 финала. Это событие в истории Хабаровского клуба произошло в третий раз. Кармазиненко сотворил два дубля в двух кубковых матчах — в 1/32 финала в ворота ФК «Якутия» и в 1/16 финала против ФК «Волги» НН.
Свой сотый гол за профессиональную карьеру Кармазиненко забил 14 сентября 2015 года в ворота «Зенита-2».

### Семья
Отец — Сергей Васильевич, мать — Марина Ростиславовна. Супруга — Галина Кармазиненко (Терещенко). Есть дети, дочери Елизавета и Вероника, сын Семён.